# Synoicum irregulare
Synoicum irregulare är en sjöpungsart som beskrevs av Friedrich Ritter 1899. Synoicum irregulare ingår i släktet Synoicum och familjen klumpsjöpungar. Inga underarter finns listade i Catalogue of Life.